# Bulbophyllum bidenticulatum
Bulbophyllum bidenticulatum är en orkidéart som beskrevs av Jaap J. Vermeulen. Bulbophyllum bidenticulatum ingår i släktet Bulbophyllum och familjen orkidéer.

## Underarter
Arten delas in i följande underarter:
- B. b. bidenticulatum
- B. b. joyceae